# Trans-Nzoia (hạt)
Hạt Trans-Nzoia là một hạt thuộc tỉnh Rift Valley ở Kenya. Theo điều tra dân số ngày 24 tháng 8 năm 1999, hạt này có dân số 575662 người. Hạt Trans Nzoia có diện tích 2487 km². Hạt lỵ đóng tại Kitale.